# Villa Le Pavillon

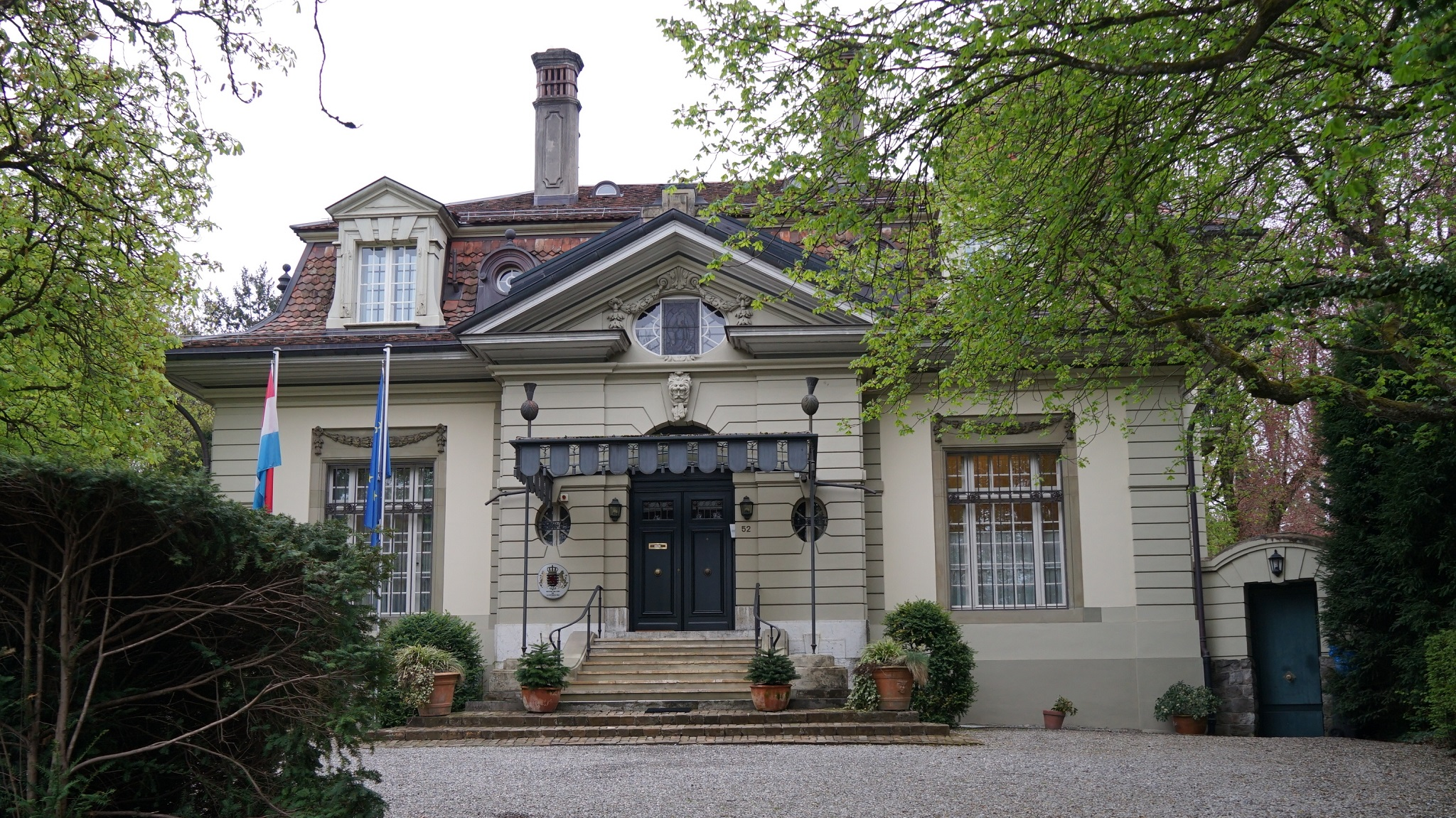
Strassenseitige Ansicht, 2023

Die Villa «Le Pavillon» ist eine denkmalgeschützte Villa in der Schweizer Stadt Bern. Das Bauwerk im neobarocken Stil wurde 1900 vom Architekten Henry B. von Fischer als eigenes Wohnhaus geplant. Es ist die Residenz des Botschafters des Grossherzogtums Luxemburg in der Schweiz.

## Lage
Die Liegenschaft «Thunstrasse 52» liegt südlich des «Thunplatzes» und gehört zur von Villen und anspruchsvollen Mietshäusern geprägten Baugruppe «Kirchenfeld» im Quartier Oberes Kirchenfeld. Die westlich benachbarte Villa in der «Kirchenfeldstrasse» ist die Residenz der norwegischen Botschafterin. Schräg gegenüber befindet sich die moderne britische Botschaft. Östlich schliessen sich das «Wasserschloss» am Thunplatz und die Apostolische Nuntiatur an.

## Geschichte
Die Erschliessung des etwa 80 Hektar grossen Kirchen- und Lindenfelds begann 1881 mit dem Bau der Kirchenfeldbrücke durch die Berne-Land-Company in London. Ein Wohnquartier für das wohlhabende Bürgertum sollte entstehen, jedoch verlief der «Verkauf von Bauparzellen mehr als schleppend». Um den Absatz zu fördern, wurde die Berner Kirchenfeld-Baugesellschaft gegründet. Sie schrieb einen Architekturwettbewerb für Villen aus, erstellte schlüsselfertige Villen und suchte Käufer für diese.
Hauptarchitekt der Baugesellschaft wurde Eugen Stettler, der Bauten im Stil der italienischen Renaissance entwarf. Eduard von Rodt und Henry B. von Fischer entwarfen ebenfalls Gebäude im Stil des Historismus, wobei von Fischer für die neobarocken Villen am Thunplatz verantwortlich war. Er verarbeitete erstmals «im grossen Stil einheimische Barockelemente». Bauten der ländlich geprägten Heimatstilbewegung kamen ab 1905 und «vor allem um 1920» zum Zuge.
Nach seiner Rückkehr aus Luzern baute sich von Fischer diese Villa als Eigenheim. Bauherr war die Baugesellschaft. Das «Villenensemble Thunplatz» mit der Nuntiatur (Thunstrasse 60), «Le Pavillon» (Nummer 60) und den vier gegenüberliegenden Villen (Thunstrasse 55, 59, 61, 63) wurde als Teil der «städtebaulichen Gesamtkonzeption» und Kulturgut nationaler Bedeutung unter Schutz gestellt. Die Gebäude sind weitgehend im Originalzustand erhalten. Ihr Entwerfer gilt als «wohl bedeutendster Architekt des bernischen Neubarocks» und erbaute 1911 auch das «Wasserschloss» am Thunplatz.
Die gegenwärtige Residenz des luxemburgischen Botschafters wurde 2009 einer Aussenrenovation unterzogen. Die Nachbarresidenz der norwegischen Botschafterin entwarf von Fischer 1901.

## Beschreibung
Das Gebäude ist eine eingeschossige Villa mit Mansarddach nach Vorbild eines Louis-seize-Pavillons. Ein stark vorspringender, gebänderter Portalrisalit prägt die Strassenfassade. Sein Dreieckgiebel ist unten gesprengt und zeigt ein Querovalfenster mit Lorbeergehänge. Eine Freitreppe führt zum Portal mit Rundbogen, das von einem gläsernen Vordach mit baldachinartiger Blechverkleidung geschützt wird. Jeweils ein Fenster flankiert den Mittelrisalit, ihre Stürze sind mit Lorbeergirlanden geschmückt. Ein zweistöckiger Turm mit Mansardhelm und Balkon ist der Südwestfassade vorgebaut. Eine Mittelloggia prägt die Gartenfront. Sie hat die Form einer ionischen Halle. Vier Säulen tragen den Architrav mit Zahnschnittfries. Die gleichen Fenster wie auf der Strassenseite flankieren die Loggia, ein weiteres zeigt die Ostfassade. Die beiden hohen, mit Ziegelsteinaufsätzen verdachten Kamine setzen Akzente bei der Gestaltung der Dachlandschaft.
Der Garten, ein «Aussenraum von denkmalpflegerischem Interesse», wurde vermutlich von Adolf Vivell angelegt. In diesem errichtete von Fischer die Kapelle «Notre Dame du Rosaire». Sie ist ein kleiner polygonaler Pavillon mit Mansarddach und einem Deckengemälde aus der Elfenau.

## Belege
1. 1 2  Quartiergeschichte Kirchenfeld-Brunnadern im Berner Bauinventar,  S. 4–6, abgerufen am 21. Juli 2023 (PDF; 6,99 MB).
2. 1 2 3 4 5  Thunstrasse 52, 52A im Berner Bauinventar. (PDF, 1,03 MB, abgerufen am 21. Juli 2023)
3. ↑  A-Objekt, KGS-Nummer 00738 im Schweizerischen Inventar der Kulturgüter von nationaler und regionaler Bedeutung.
4. ↑  A-Objekt, KGS-Nummer 00656.

Koordinaten: 46° 56′ 24,9″ N, 7° 27′ 29,6″ O; CH1903: 601491 / 198795